# 越後白雪茸
越後白雪茸（学名：Basidiomycetes-X）は、担子菌門に属し、新潟県魚沼地区で発見された新種の食用茸（キノコ）である。

## 発見の経緯
越後白雪茸は発見当初、育った環境に応じてその形態を変化させることから、白トリュフとしばらく誤認された経緯を持つ。そのため、トリュフとして食材として料理に使われていた。その後、大学の研究機関などで実験・分析が行われた結果、遺伝子レベルでは担子菌類だが担子器を形成しない新種の茸であるということがわかった。 
このきのこは，rRNAのITS領域および26S, 28S rDNA D1/D2領域の遺伝子分析によりCeraceomyces tessulatus (KHL16429, Herb. O [ACCESSION KU518951])と99%の相同性を示した．

## 形態
寒天培地上（ポテトグルコース等）やオガクズ培地上では、植菌部位を中心として淡い白雪のような菌糸と共に淡桃～白色のジャガイモ状の菌糸塊（菌核）を形成する。

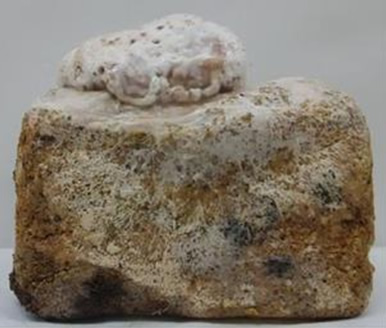
オガクズ培地（10cm×10cm×20cm）に生育した菌核。

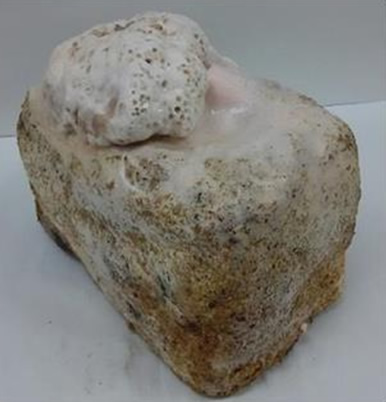
オガクズ培地（10cm×10cm×20cm）に生育した菌核。

## 栄養成分
越後白雪茸は、栄養学的に食物繊維に富み、その中でも真菌類に一般的に含まれる多糖類であるβ-グルカンの含有量が高い。ただし、栄養成分として公表されている数値は目安に過ぎず、それらの成分は生育環境（栽培条件）により個体差がある。

## 安全性
越後白雪茸について、マウスを用いた単回投与急性毒性試験（14日間経過観察）や、1日あたり3,000mgをラットに対して90日間投与した亜慢性経口毒性試験（成人（50kg）1日当たり150.0g摂取に相当）、微生物を用いた変異原性試験をクリアしたことにより、食品素材としての高い安全性が確認されている。なお、白トリュフと誤認されてヒトに食べられていた期間が約14年間ほどあるものの、健康被害の報告は確認されていない。

## 有用性
越後白雪茸は、抗酸化作用と、免疫賦活作用が報告されている。またこれまでに、花粉症（アレルギー症状）のほか、アトピー性皮膚炎疾患に対して改善効果が報告されている。また、ダニ抗原塗布によって誘発したアトピーモデルマウスに約2週間経口摂取させたところ、発赤、痂疲形成、擦傷などの皮膚病変スコアが改善し、皮膚組織への肥満細胞の浸潤抑制、NF-κB、ERK1/2、TNFα、COX-2などの炎症関連マーカーの抑制が確認された。さらに、メタボリックシンドロームモデル動物における顕著な体重増加抑制効果や耐糖能改善効果の報告やアンケート調査から関節痛軽減や睡眠改善効果が示唆されており、現在、さらなる研究が進められている。いずれの試験においても被験者および被験動物に副作用や有害事象は報告されていない。

## 栽培
担子器を形成しないため、越後白雪茸は、胞子を出さない特性がある。生産者により、その特性を考慮した菌床栽培法の確立がなされている。したがって流通しているものはすべて人工栽培のものとなっている。菌床培地は広葉樹のオガクズを原料とし、脱脂ぬかなど食品副産物や、栄養源としてふすまや菌糸活性剤などを配合して調製される。栽培では、「袋」に詰めた菌床に対して殺菌、接種後、空調管理されたクリーンルームでおよそ1年間培養した後、収穫される。

## 利用法
食感が良いとされ、食味に癖がないので、生のままパスタにかけたり、サラダの具材にしたりして食されていた。また煮る、炒める、焼く、揚げるなど、一般的なキノコ類と同様な方法で調理して、焼き物やてんぷら、揚げ物のほか、パスタやピザの具材など、各種の料理に利用されてきた。その他、健康食品の素材として、越後白雪茸の粉末やエキスを含有した打錠製品やドリンク製品が流通している。2018年には化粧品原料としてのINCI（International Nomenclature Committee Information）登録があり（INCI Name: Basidiomycetes-X Extract）、今後のヘルスケア分野における用途の拡大が期待される

## 越後白雪茸研究会
越後白雪茸の分類、栄養成分の分析等を、新潟薬科大学はじめ、山形大学、金沢大学など全国の研究機関で学術的研究が進められている。その研究成果の報告と還元とを目的として、「越後白雪茸研究会」が2010年に発足して、活動が続いている。直近の活動では平成27年10月17日、都内にて平成27年度越後白雪茸研究会を開催し研究成果を発表した。今年で6回目となる本研究成果発表会では、過去に発表した「免疫賦活作用」や「高い抗酸化力」などに加え、「潰瘍性大腸炎への越後白雪茸の改善効果」 などの研究成果が発表された。